# Sévérac

Localització de Sévérac

Sévérac (en bretó  Severeg) és un municipi francès, situat a la regió de país del Loira, al departament de Loira Atlàntic, que històricament ha format part de la Bretanya. L'any 2006 tenia 1.394 habitants. Limita amb Fégréac al nord, Guenrouet, Saint-Gildas-des-Bois i Missillac a Loira Atlàntic, Théhillac a Morbihan.

## Demografia
| 1962                                       | 1968  | 1975  | 1982  | 1990  | 1999  |
| ------------------------------------------ | ----- | ----- | ----- | ----- | ----- |
| 1.106                                      | 1.273 | 1.238 | 1.290 | 1.318 | 1.187 |
| Des de 1962: població sense dobles comptes |       |       |       |       |       |

## Administració
| Període | Identitat          | Partit        |
| ------- | ------------------ | ------------- |
| 2001-   | Christine Lelièvre | Divers droite |